# Восходящая тень
Восходящая тень - четвёртая книга из цикла Колесо Времени автора Роберта Джордана. Роман был издан 15 сентября 1992 года.
Роман состоит из 58 глав. Это первая книга серии, которая не содержит пролог.

## Сюжет
В начале романа Ранд ал'Тор с помощью хрустального меча Каландор берёт правление над Тиром в свои руки и доказывает всем, что он Возрождённый Дракон. Во время разговора с Ланфир на крепость нападают троллоки под предводительством Мурдраалов, которых отправил другой Отрёкшийся - Саммаэль. В это же время на крепость нападают троллоки, посланные другой Отрёкшейся - Семираг, с целью противостоять силам Саммаэля. Во время обороны Ранд использует Каландор и с его помощью создаёт смерч, который мгновенно убивает всех троллоков и Мурдраалов.
Ранд ал'Тор, Эгвейн ал'Вир и Морейн Дамодред отправляются в айильскую пустыню. Мэтт Коутон, по совету тер'ангриала в Тирской твердыне, следует за Рандом. Перрин Айбара, услышав о бедствиях в Двуречье, возвращается в родные края в сопровождении Фэйли Башир и Лойала. Илэйн Траканд, Найнив ал'Мира и Том Меррелин отправляются в Танчико охотиться за Черными Айя. В это время Мин пребывает в Тар Валон, чтобы передать послание Амерлин о Возрождённом Драконе. Таким образом, в Восходящей тени повествование разделено на четыре сюжетные линии.

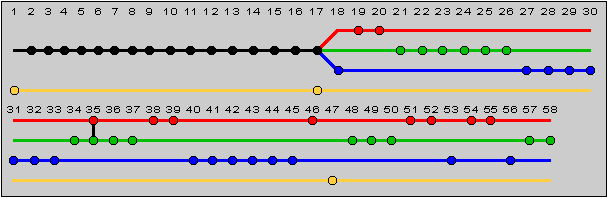
Сюжетные линии в книге Восхождение тени. Числа указывают номера глав.
Чёрный - главные герои в Тире
Красный - Илэйн и Найнив в Танчико
Зеленый - Ранд и Эгвейн в Айильской пустыне
Синий - Пэррин и Фэйли в Двуречье
Оранжевый - Мин, Суан и Лиане

## Айильская пустыня
В Трёхкратной Земле Ранд посещает город Руидин. Он узнает историю Айильского народа, получает метки на запястьях в виде драконов и становится айильским вождём. В Руидине Ранд побеждает одного из Отрёкшихся - Асмодиана и берёт его в учителя.

## Двуречье
Двуречье заполонили троллоки и Мурдраалы, а Белоплащники объявили охоту за Перрином Айбарой. Перрин объединяет жителей округи в Эмондовом Лугу и успешно отбивает нападения троллоков под командованием Мурдраалов.

## Танчико
Илэйн и Найнив находят оставшихся Айз Седай, которые перешли на сторону Тьмы. Проникнув в резиденцию Черных Айя, Найнив находит инструмент, при помощи которого можно управлять Драконом, и печать от узилища Тёмного и забирает с собой, а Илэйн спасает Панарха Тарабона. 

## Белая Башня
Элайда устраивает переворот, свергает Суан Санчей и сама становится Престолом Амерлин. Суан и Леане отрезают от источника, но женщинам приходит на помощь Мин, и девушки сбегают.